# 国际经济金融报
《国际经济金融报》英文为International Journal of Economics and Finance. 
。是一家由加拿大科教中心出版发行的经过同行评议的期刊。此期刊鼓励作家发表完全未公开发表过的作品及原创作品，这些作品一般不处于其他期刊审核期间。此刊物刊登内容涉及以下领域,但并不仅仅局限于此：经济类、财务及金融类。
国际经济金融报同时发行印刷版本和网络在线版本。网络在线版本支持用户免费网上在线阅读和下载服务。